# Nos Voisins les yôkai
Nos Voisins les yôkai, ou Tonari no Yōkai-san (となりの妖怪さん, litt. « Les Yōkai d'à côté ») est une série de manga japonaise créée par la mangaka noho. D'abord publiée en ligne sur le réseau social Twitter en août 2017, la série a ensuite été sérialisée sur le site web Mato Grosso, de l'éditeur East Press, de juillet 2018 à janvier 2022, puis a été compilée en un total de quatre tomes, auxquels s'ajoute un volume hors-série. Une adaptation en série télévisée d'animation, réalisée par le studio Liden Films, est diffusée entre le 7 avril 2024 et le 30 juin 2024 au Japon.

## Synopsis
Dans une version de la Terre où les yōkai, les humains et les dieux vivent ensemble, Buchio, un chat de vingt ans qui vit dans un village rural au Japon, évolue en nekomata. Buchio entreprend d'en apprendre davantage auprès de ses pairs yōkai sur son évolution. Pendant ce temps, la petite fille Mu-chan devient curieuse de connaitre leur voisin Jiro, un tengu corbeau qui accomplit des tâches rituelles shinto.

## Personnages
Mutsumi Sugimoto (杉本 睦実, Sugimoto Mutsumi) Mu-chan (むーちゃん, Mū-chan)
Voix japonaise : Asaki Yuikawa
Jirōbō Fuchibiyama (縁火山 次郎坊, Fuchibiyama Jirōbō) Jirō (ジロー)
Voix japonaise : Ryosuke Higa
Buchio Ōishi (大石 ぶちお, Ōishi Buchio)
Voix japonaise : Yuki Kaji
Tazenbō Fuchibiyama (縁火山 太善坊, Fuchibiyama Tazenbo) Occhan (おっちゃん, Otchan)
Voix japonaise : Jin Urayama
Yuri Tachibana (立花 百合, Tachibana Yuri)
Voix japonaise : Yō Taichi
Taira Tanaka (田中 平, Tanaka Taira)
Voix japonaise : Kenji Hamada
Takumi Ōishi (大石 拓海, Ōishi Takumi)
Voix japonaise : Mutsumi Tamura
Ryo Sano (佐野 龍, Sano Ryō)
Voix japonaise : Yūko Sanpei
Rein Nakagawa (中川 虹, Nakagawa Rein)
Voix japonaise : Megumi Han
Hayachiyo (早千代)
Voix japonaise : Yuko Kaida
Gorozaemon Sanmoto (山本五郎左衛門, Sanmoto Gorōzaemon)
Voix japonaise : Satoshi Mikami
Suzu Sakaki (坂木 すず, Sakaki Suzu)
Voix japonaise : Ayako Kawasumi
Benmaru Kobayashi (小林 弁丸, Kobayashi Benmaru) Betobeto-san (ベトベトサン)
Voix japonaise : Tatsumaru Tachibana
Chiaki Nishiya (西谷 千彰, Nishiya Chiaki) Wagen (ワーゲン, Wāgen)
Voix japonaise : Tokuyoshi Kawashima
Kazuhiko Nishiya (西谷 和彦, Nishiya Kazuhiko)
Voix japonaise : Hideyuki Tanaka

## Médias

### Mangas
| no         | Japonais         | Japonais          |
| no         | Date de sortie   | ISBN              |
| ---------- | ---------------- | ----------------- |
| 1          | 10 juillet 2018, | 978-4-781-61672-8 |
| 2          | 10 juillet 2019, | 978-4-781-61792-3 |
| 3          | 17 octobre 2020, | 978-4-781-61924-8 |
| 4          | 7 avril 2022,    | 978-4-781-62054-1 |
| Hors-série | 18 août 2023,    | 978-4-7816-2234-7 |

### Animé
Une adaptation en série d'animation japonaise est annoncée sur le quatrième volume du manga le 7 avril 2022. Il est ensuite confirmé qu'il s'agirait d'une série télévisée produite par Liden Films et réalisée par Aimi Yamauchi, avec des scénarios écrits par Tomoko Konparu (ja), des personnages conçus par Shigemitsu Abe et une musique composée par Avex Music Creative et Blue Bird's Nest,. La série est diffusée du 7 avril au 30 juin 2024 sur le bloc horaire Animazing !!! sur toutes les filiales d'ANN, y compris ABC et TV Asahi.
Le générique de début, Obake Himawari, est interprété par la chanteuse Pii, tandis que le générique de fin, Iro no Naka, est chanté par Aoi Kubo. Crunchyroll a obtenu une licence pour diffuser la série.

#### Épisodes
| No | Titre français | Titre japonais | Titre japonais | Date de 1re diffusion |
| No | Titre français | Kanji          | Rōmaji         | Date de 1re diffusion |
| --- | -------------- | -------------- | -------------- | --------------------- |
| 1 | Épisode 1      | 第1話          | Dai-ichi-wa    | 7 avril 2024          |
| [Volume 1] - Buchio, un chat de 20 ans, renait sous la forme d'un nekomata. Sa famille enregistre une vidéo de sa transformation et espère la télécharger sur YouTube, mais Buchio est très timide et leur demande de ne pas le faire. Mutsumi, une jeune fille humaine, annonce la nouvelle à Jiro, un gentil tengu corbeau. Buchio s'efforce de remplir les papiers nécessaires à son inscription au Registre de la renaissance des yōkai. Confus par sa nouvelle existence en tant que yōkai, Buchio rend visite à Jiro et Tazenbo pour obtenir des conseils. Mutsumi aperçoit un daidarabocchi (en) lors de sa visite à Jiro. Jiro présente Buchio à Yuri, une bake-kitsune qui lui propose de lui enseigner la magie de la transformation. Au cours d'un festival O bon, Mutsumi reçoit la visite de l'esprit de son grand-père décédé, mais elle est bouleversée par l'absence de son père, porté disparu et présumé mort. Elle entend sa mère parler à un détective qui lui dit que le père de Mutsumi a probablement été avalé par le vide, une dimension entre le monde réel et l'au-delà. Jiro décide de jouer le rôle de parent pour Mutsumi en l'absence de son père. Alors qu'elle rentre chez elle, Mutsumi aperçoit une ombre sombre dans la forêt. |                |                |                |                       |
| 2 | Épisode 2      | 第2話          | Dai-ni-wa      | 14 avril 2024         |
| [Volume1] - Mutsumi réfléchit à la disparition de son père. Bien qu'elle se souvienne de lui, elle ne se souvient plus de sa voix. Yuri organise un barbecue avec Jiro, Buchio et les enfants, ainsi que ses amis Taira (un humain de 27 ans), Yasu (un okuri-itachi de 33 ans) et Benimaru (un Betobeto-san de 125 ans). Par la suite, Buchio se demande pourquoi il est devenu un nekomata. Benimaru lui répond qu'il est confus parce qu'il n'a pas trouvé la raison pour laquelle il a été ramené à la vie, ce qui est le cas de tous les yōkai. Jiro lui recommande d'exprimer ses sentiments de gratitude à sa famille. Pendant un cours de littérature, Rain la kappa fait tomber une gomme, qui lui est rendue par Ryo, un humain pour qui elle a le béguin. Rain est submergée par ses émotions et s'évanouit. Son amie lui recommande de faire part de ses sentiments à Ryo, mais Rain est trop timide. Rain demande conseil à Hanako-san, qui lui conseille de trouver un moyen d'exprimer ses sentiments sans mots en passant le témoin à Ryo lors de la prochaine course de relais. Mutsumi suit Jiro et Hayachiyo alors qu'ils enquêtent sur une perturbation spirituelle dans la forêt. Mutsumi est hypnotisée par un esprit serpent qui l'oblige à affaiblir la barrière protégeant un cèdre sacré avant d'être secourue par Jiro. Buchio apprend à transformer des objets ordinaires en arc et en flèches. Buchio interroge Yuri sur sa famille, ce qui met Yuri en colère et la contrarie. Les élèves participent à un festival d'athlétisme où ils doivent grimper à travers une toile d'araignée tissée par un tsuchigumo et marcher sur des planches de glace créées par un yuki-onna, entre autres activités. Rain passe avec succès le relais à Ryo lors de la course de relais. Mutsumi aperçoit à nouveau une ombre noire dans la forêt avant de tomber sur Benmaru. Benimaru révèle qu'avant de prendre sa forme actuelle, il était lui-même une ombre noire, et qu'à cette époque, il était envahi par un sentiment de solitude qui le poussait à s'attaquer aux humains. |                |                |                |                       |
| 3 | Épisode 3      | 第3話          | Dai-san-wa     | 21 avril 2024         |
| [Volume 1] - Buchio se souvient de sa vie de chat. Après que les Ōishis l'aient sauvé de l'attaque d'un milan lorsqu'il était chaton, il a assisté à la naissance de Takumi et a vécu avec la famille pendant de nombreuses années. Cependant, il ne sait toujours pas pourquoi il est devenu un nekomata. Alors qu'ils se promènent, Takumi et Buchio sont attaqués par un nue, mais Buchio parvient à l'effrayer en se transformant en archer. Buchio progresse dans son entrainement et parvient à se transformer en Takumi. Les deux garçons en profitent pour faire une farce à la mère de Takumi, mais elle s'aperçoit rapidement de la supercherie. La grand-mère de Mutsumi remarque qu'elle est contrariée par Jiro et lui raconte une histoire de son passé : Cent ans auparavant, Jiro a sauvé la ville d'une crue soudaine en tuant l'esprit du serpent qui en était responsable. Jiro a failli se noyer, mais a survécu. Mutsumi dit à Jiro qu'elle déteste qu'il ait risqué sa vie et jure de le protéger. Jiro s'effondre soudain et disparaît, laissant derrière lui une seule plume. Dans un flash-back de la veille, le serpent revient sous la forme d'un esprit vengeur et cherche à détruire le cèdre, qui est le véritable corps de Jiro. Alors que Jiro affirme sa décision de sauver la ville 100 ans auparavant, il choisit d'expier le meurtre en acceptant la malédiction vengeresse du serpent. Mutsumi, Tazenbo, Hayachiyo, Yuri et Buchio se rendent au cèdre pour affronter l'esprit du serpent. Buchio se transforme en Jiro, ce qui incite le serpent à renoncer à l'arbre. Pendant que le serpent est distrait, Mutsumi utilise le tissu de son hakama pour réparer la barrière de l'arbre. Jiro renait et fait la paix avec le serpent, acceptant sa rancune et proposant de l'accueillir lorsqu'il se réincarnera. Cela apaise l'esprit et lui permet de passer dans l'au-delà. Dans un flashback, il est révélé que le serpent était autrefois une suijin mariée à un noble ; cependant, la maitresse du noble l'a empoisonnée, la transformant en serpent et la poussant à s'en prendre à Fuchigamori dans l'angoisse. Dans une scène post-crédits, un homme regarde une photo de Buchio et exprime son intérêt pour sa transformation. |                |                |                |                       |
| 4 | Épisode 4      | 第4話          | Dai-yon-wa     | 28 avril 2024         |
| [Volume 2] - Alors qu'il pêche avec ses amis, Tazenbo aperçoit dans la rivière un bunrei du dieu dragon local. L'homme de la scène post-crédit précédente se révèle être Gorozemon Sanmoto, un roi démon et une célébrité. Sanmoto invite Buchio dans son bureau à Tokyo. Buchio rencontre Suzu, la secrétaire de Sanmoto, qui est une autre nekomata. De retour à Fuchigamori, Buchio explique aux Ōishis que sa raison d'être pour devenir un nekomata est de les remercier de leur gentillesse en l'élevant. Buchio se demande s'il ne devrait pas trouver un emploi correspondant à ses pouvoirs de yōkai, mais Benmaru lui conseille plutôt de suivre ses passions. Buchio s'inscrit à l'auto-école pour avoir son permis de conduire et devient ami avec Chiaki, une voiture tsukumogami qui vient de renaître. Les tengu rencontrent le dieu dragon, qui prend la forme d'une idol. Elle avertit Buchio de se méfier de Sanmoto. Troublé par cet avertissement, Buchio contacte Suzu. Suzu révèle qu'elle est devenue une nekomata à cause d'émotions négatives et qu'elle a failli devenir un monstre, mais Sanmoto l'a convaincue de choisir une vie plus heureuse. Une faille noire apparaît dans le ciel et dépose un raijū sauvage sur le terrain de l'école. Il se déchaîne dans l'école, mais Jiro parvient à le renvoyer dans les nuages. Dans une installation de haute technologie, des scientifiques observent la faille et décident d'enquêter sur Fuchigamori. |                |                |                |                       |
| 5 | Épisode 5      | 第5話          | Dai-go-wa      | 5 mai 2024            |
| [Volume 2] - Yuri vend des oshibana (en) à une foire avec Buchio, et rencontrent Kazuhiko, le partenaire âgé de Chiaki. L'oshibana permet à Kazuhiko de se remémorer sa femme, décédée l'année précédente des suites d'une maladie. Yuri se souvient de sa famille, fière d'être une kitsune d'origine noble. Elle a été dégoûtée par l'élitisme de son père et son obsession pour l'hygiène raciale, ce qui l'a poussée à quitter la famille. Buchio conseille à Yuri de parler à sa famille, ce qui met Yuri dans une rage folle, car elle envie la famille heureuse de Buchio. Cette nuit-là, un groupe de cheminots aperçoit un train vide à l'exception d'une seule femme. Celle-ci panique à la vue des yōkai et s'enfuit. Le lendemain, une femme inconnue entre dans la maison de Yuri, et toutes deux sont pris de vertiges avant de s'évanouir. Taira se rend chez Yuri et parle à la femme, qui s'appelle aussi Yuri et reconnait Taira, mais pense que Buchio est un chat ordinaire. Pendant ce temps, « notre » Yuri se réveille dans un univers parallèle où les yōkai n'existent pas. Dans l'univers des yōkai, les enquêteurs du Laboratoire Espace-Temps expliquent que les deux Yuri ont changé d'univers à cause d'une instabilité dimensionnelle et utilisent un dispositif pour les ramener dans leur univers d'origine. |                |                |                |                       |
| 6 | Épisode 6      | 第6話          | Dai-roku-wa    | 12 mai 2024           |
| [Volume 2] - Yuri s'excuse de s'être emportée contre Buchio. Le petit frère de Yuri, Tsubaki, lui rend visite pour lui annoncer que leur mère est malade et la supplie de rentrer à la maison. Yuri accepte et parle à son père, qui lui dit qu'il reste fidèle à ses convictions et qu'il n'a aucun regret. Yuri refuse de lui pardonner, mais estime avoir tourné la page et choisit de maintenir une relation avec Tsubaki et sa mère. Buchio reçoit son permis de conduire. Mutsumi découvre que Jiro n'a pas encore remplacé la barrière endommagée, ce qui la frustre. Dans une scène post-crédits, un groupe d'étudiants discute d'une rumeur selon laquelle un tanuki empaillé dans la salle de sciences serait en fait un bake-danuki doté d'un esprit de vengeance. Yusuke, une poupée anatomique animée, met en garde les élèves contre la propagation de rumeurs dangereuses, car le pouvoir des mots peut les rendre réelles. Après le départ des élèves, un esprit anime le tanuki en peluche. |                |                |                |                       |
| 7 | Épisode 7      | 第7話          | Dai-nana-wa    | 19 mai 2024           |
| [Volume 3] - Buchio et Chiaki se rendent au bord de l'océan, où ils voient un umibozu. Chiaki leur confie que Kazuhiko est déprimé depuis le décès de sa femme et qu'il est obsédé par sa propre mort. Buchio réalise alors que, les nekomata ayant une durée de vie plus longue que les humains, il survivra à sa famille, ce qui le rend dépressif. Chiaki rumine la relation entre Kazuhiko et sa femme, et commence un flash-back de leur vie commune. L'ancêtre de sa femme était un esprit du basho, ce qui l'a rendue malade lorsque la plante du basho est morte. Mutsumi aide Jiro à tisser une nouvelle barrière. Jiro affirme qu'il a une très bonne mémoire et qu'il se souvient même d'événements qui se sont déroulés il y a longtemps. Il raconte l'histoire de la grand-mère de Mutsumi lorsqu'elle était une jeune fille, ce qui amène Mutsumi à poser des questions sur son arrière-grand-mère. Jiro est alors dissocié et revient à ses souvenirs de l'arrière-grand-mère de Mutsumi, qui s'appelait Haru. Mutsumi avoue à Hayachiyo qu'elle aime Jiro, mais elle est bouleversée par le fait qu'il se mette en danger. La grand-mère de Mutsumi lui montre une photo que Jiro a prise de Haru lorsqu'elle était jeune femme. |                |                |                |                       |
| 8 | Épisode 8      | 第8話          | Dai-hachi-wa   | 26 mai 2024           |
| [Volume 3] - Sanmoto invite Buchio à un voyage en Angleterre, où la magie est très puissante en raison de l'abondance d'alignements et de points d'énergie (en). La mère de Takumi sent que Buchio est déprimé et affirme qu'elle le voit comme un fils. En Angleterre, Sanmoto révèle que le but du voyage était d'amener Buchio à affronter sa peur de la solitude en faisant l'expérience de la séparation d'avec sa famille. De retour au Japon, Buchio prend le thé avec les Nishiya et Kazuhiko lui demande de s'occuper de Chiaki après sa mort. Cela contrarie Chiaki, qui veut que Kazuhiko vive dans l'instant présent. Chiaki révèle qu'avant de mourir, la femme de Kazuhiko lui a demandé de s'occuper de lui à sa place. Les élèves croient que Ryo et Rain sortent ensemble, mais Ryo étouffe les rumeurs en se montrant distant envers Rain. Jiro cherche du papier dans son entrepôt, mais découvre qu'il a été infesté par des mokumokuren. Mutsumi trouve un vieil appareil photo et interroge Jiro sur la photo de Haru, ce qui provoque une crise de panique chez Jiro. Jiro s'excuse, ce qui perturbe Mutsumi en raison du syndrome de stress post-traumatique (SSPT) créé par le fait que Jiro s'excuse souvent avant de se mettre en danger. Dans un flashback, Haru annonce à Jiro qu'elle est fiancée, et sa mère est impatiente de voir le mariage avant de mourir. Cependant, la mère de Haru meurt de maladie avant le mariage, ce qui fait que Haru se sent coupable de ne pas avoir pu exaucer le dernier souhait de sa mère. Plus tard, le fils et le meilleur ami de Haru sont tués lors d'un tremblement de terre, et son mari meurt au combat pendant la Seconde Guerre mondiale, ce qui lui fait croire qu'elle est maudite. Haru meurt lors d'un bombardement et, dans ses derniers mots, demande à Jiro de l'oublier. Mais Jiro en est incapable, ce qui lui donne l'impression de l'avoir trahie. |                |                |                |                       |
| 9 | Épisode 9      | 第9話          | Dai-kyū-wa     | 2 juin 2024           |
| [Volume 4] - Le médecin de Rain lui explique qu'elle risque d'entrer en hibernation à cause du froid hivernal et lui conseille d'éviter l'eau froide. Ryo se sent coupable d'avoir évité Rain et souhaite s'excuser. Les amis de Ryo laissent tomber un ballon de football dans la rivière et Ryo tente de le récupérer, mais tombe dans une distorsion spatiale créée par le dieu dragon endormi. Rain le sauve, mais tombe en hibernation et ne peut s'échapper. Jiro tente de communiquer avec le dieu dragon pour la sauver, mais il commence à être entraîné à son tour. Malgré ses avertissements, Mutsumi rassemble les enfants pour l'aider et, ensemble, ils sauvent Rain. Rain se réveille à l'hôpital une semaine plus tard et Ryo lui présente ses excuses. Mutsumi reproche à Jiro d'essayer de tout faire lui-même, et Jiro promet d'être moins téméraire à l'avenir. Jiro confie sa difficulté à oublier Haru, mais Mutsumi le convainc de se souvenir d'elle à la place. La grand-mère de Mutsumi trouve une lettre écrite par Haru peu avant sa mort, disant à Jiro de ne pas tenir compte de ses dernières volontés. Jiro remplace la barrière autour du cèdre et crée un charme à partir d'une branche d'arbre et du hakama de Mutsumi. Dans une scène post-crédits, le dieu dragon se réveille pendant le festival du Nouvel An. L'ombre noire s'approche de Mutsumi, mais elle ne le remarque pas. |                |                |                |                       |
| 10 | Épisode 10     | 第10話         | Dai-jū-wa      | 9 juin 2024           |
| [Volume 4] - Hayachiyo voit un oni dans la forêt et rend visite à Isshin, un musicien humain dont elle est amoureuse. Mutsumi fabrique son propre charme, que Jiro complète avec un haricot cuit grâce à sa magie du feu. Mutsumi est attaquée par l'ombre noire, mais elle réalise qu'il s'agit en fait de l'esprit de son père. Jiro parvient à convaincre l'ombre de devenir un Betobeto-san, mais il n'a pas de souvenirs et n'est pas sapient. La famille le nomme "Ma-san". |                |                |                |                       |
| 11 | Épisode 11     | 第11話         | Dai-jūichi-wa  | 16 juin 2024          |
| [Volume 4] - Les distorsions spatiales se multiplient, faisant naitre des rumeurs selon lesquelles la frontière entre les mondes parallèles serait en train de s'effondrer. Takumi interroge alors deux chercheurs du Laboratoire de l'espace-temps, mais ceux-ci refusent de lui révéler quoi que ce soit. Buchio et Takumi apprennent que Tagenbo, le tengu du village avant Tazenbo, s'est sacrifié pour sauver le village d'une météorite en 1523, et que cela a un lien avec les failles dimensionnelles. Buchio complimente Takumi sur sa passion pour la vidéo, mais Takumi est désillusionné car ses amis lui disent qu'il est difficile de devenir un cinéaste à succès. Buchio, Chiaki et Takumi se rendent à Tokyo, mais une énorme faille dimensionnelle s'y ouvre dans le ciel et déverse une horde d'oni. |                |                |                |                       |
| 12 | Épisode 12     | 第12話         | Dai-jūni-wa    | 23 juin 2024          |
| [Volume 4] - Les Oni se déchaînent sur le Japon tandis que les Tengu tentent de protéger les citoyens. Sanmoto est coupé de ses avatars disséminés sur Terre, ce qui l'oblige à reprendre la forme d'une petite chauve-souris dépourvue de pouvoirs. Taira et Yuri tuent un oni qui était monté à bord de leur avion, le réduisant en sable. Kazuhiko échappe à un groupe d'oni en les distrayant avec un enregistrement vocal de Chiaki. Ma-san quitte la maison et est attaqué par des oni, mais Mutsumi le sauve en lançant le haricot cuit de Jiro, qui libère la magie de feu de Jiro et étourdit les oni. Le pouvoir des mots s'estompe en raison de la rupture de la frontière, ce qui provoque l'affaiblissement des yōkai et leur transformation en objets ordinaires. Yusuke et Chiaki deviennent inanimés. Buchio prend forme humaine pour sauver Takumi d'une attaque d'oni. Jiro érige une barrière magique pour protéger la famille Sugimoto des oni, mais l'un d'entre eux passe au travers. Mutsumi réalise que l'oni est composé des souvenirs de son père, qui ont été séparés de son âme lorsqu'il a été emporté par le vide. En utilisant le pouvoir des mots, elle transforme l'oni en une image de son père, ce qui réveille l'ego de Ma-san. Le Laboratoire Espace-Temps fait face à une pénurie de main d'œuvre à la suite de la mort de ses membres yōkai, et prévient que le monde est sur le point d'être « inversé ». |                |                |                |                       |
| 13 | Épisode 13     | 第13話         | Dai-jūsan-wa   | 30 juin 2024          |
| [Volume 4] - Le dieu dragon meurt et les yōkai du Japon perdent leurs pouvoirs. Buchio et Suzu redeviennent des chats normaux et meurent. La pluie se transforme en eau et Jiro en vent. Takumi, Ryo et Mutsumi se réveillent dans un vide blanc, sans aucun souvenir. En parlant les uns avec les autres, ils se souviennent de leurs proches et sont capables d'utiliser le pouvoir des mots pour ramener les yōkai à la vie. Cependant, Sanmoto disparaît. Les vacances de printemps sont prolongées pour permettre aux élèves de se remettre des événements traumatisants. Takumi décide de poursuivre sa passion pour le cinéma. Lors d'une réunion avec l'Association des Tengu, Jiro explique la vraie nature des oni et émet l'hypothèse qu'ils sont devenus dangereux à cause du pouvoir des mots, à cause de la croyance erronée qu'ils étaient des monstres. Ma-san ne se souvient pas de sa vie en tant que père de Mutsumi, mais la famille Sugimoto lui permet de rester avec eux. Rain et Ryo s'avouent leurs sentiments l'un pour l'autre. Ma-san demande conseil à Buchio, ce qui met ce dernier dans l'embarras quand il réalise qu'il est désormais le mentor de quelqu'un d'autre. Jiro voit un enfant aux cheveux blancs et réalise qu'il s'agit de la réincarnation du suijin qu'il a tué. Le frère de Takumi lui enseigne la réalisation de films et Hayachiyo interprète une chanson avec Isshin. Dans une scène post-crédits, Jiro note que c'est à nouveau l'été, et termine sur un plan du ciel qui reflète l'ouverture du premier épisode. |                |                |                |                       |